# جيمي ألين
جيمي ألين (بالإنجليزية: Jimmy Allen)‏ (1 يناير 1909 المملكة المتحدة - 5 فبراير 1995 ساوث سي المملكة المتحدة) هو لاعب كرة قدم إنجليزي سابق كان يلعب كمدافع.

## روابط خارجية
- جيمي ألين على موقع ناشيونال فوتبول تيمز (الإنجليزية)
- جيمي ألين على موقع Soccerbase.com (لاعب) (الإنجليزية)
- جيمي ألين على موقع Soccerbase.com (مدرب) (الإنجليزية)